# Adeline Grattard
Adeline Grattard (Dijon, 8 de febrero de 1978) es una cocinera francesa, es la jefa de cocina del restaurante Yam'Tcha de París, galardonado con una estrella Michelin.

## Biografía
Adeline Grattard  ingresó en la Escuela de Cocina Francesa de Ferrandi y trabajó en lugares famosos de Francia con chefs como Flora Mikula, Yannick Alleno o Pascal Barbot.
En compañía de su esposo Chi Wah Chan, especialista del té, aprendió los secretos de la cocina china en Hong Kong junto a chefs chinos durante dos años hasta que se mudaron de nuevo a París. De vuelta en París en 2009 abrieron el restaurante Yam'Tcha en el barrio de Les Halles. El nombre Yam'Tcha, o en cantonés yum cha, es un término que se utiliza para designar las albóndigas de dim sum que se consumen en un entorno de carritos ruidosos, luces brillantes e interminables teteras. Ella trabajaba en la cocina, él servía el té. A los pocos meses recibieron muchas críticas positivas y fue galardonado con una estrella en la Guía Michelin en 2010. Tras la estrella Michelin tuvieron que mudarse a un lugar más grande cerca del Museo del Louvre.
En 2016 Adeline Grattard  apareció en un episodio de la serie Chef's Table: France de Netflix derivado de la serie documental Chef's Table.